# エンジェルターゲット 殺戮天使
『国連情報監視団 エンジェルターゲット 殺戮天使(さつりくてんし)』は、1991年に制作された日本のオリジナルビデオ映画。ジャンルはスパイアクション。
バイオマスエネルギーの革新的技術を巡り第一人者の誘拐事件を発端に、利権を搾取しようとするスパイ組織・ESFとそれを阻止しようとする組織・ユニショフとの攻防を描いた作品。

## あらすじ
(ユニショフ、ESF、バイオマスエネルギーについて詳しくは後述)
1990年某国。ESFという産業スパイ組織のボスは、バイオマスエネルギーの第一人者・マクマホン教授を拉致することを部下に命じる。後日、来日したマクマホンを乗せたミクロ石油の社員・雨宮が運転する車を、ESFの日本の傭兵部隊に襲われマクマホンが拉致されてしまう。同じ頃、ユニショフに新人メンバー・あきが加入し、メンバーのかすみ、しょうこたちと共に表向きは女性だけの人材派遣会社を装いスパイ活動を阻止する極秘任務にあたる。
そんな中、ユニショフのリーダー・純子が知人からNSFが日本に入国しているとの情報を手に入れた直後、かすみが偶然ESFのメンバーの一人・オズワルドの入国を確認。オズワルドと会話をする日本人を調べた結果、雨宮というミクロ石油の社員と判明し、かすみが通訳として会社に潜入し接触を図る。その後かすみたちはミクロ石油がマクマホンという人物を日本に招くが彼を誘拐され、犯人から高額な身代金を要求されているとの情報を掴む。
身代金の受け渡し当日、かすみは雨宮に付き添い身代金を積んだ車で指定場所に向かい、用心のためにあきもバイクで2人の跡を追う。かすみたちは受渡し場所で人質のマクマホンを救出するが、ESFの傭兵部隊により一緒にいたオズワルドと雨宮が殺されて彼らのやり方をまざまざと見せつけられる。その後しょうこはマクマホンについて改めてどういう人物かをパソコンで調べ、ESFが彼のバイオマスエネルギーの技術を狙っていたことを知る。
後日マクマホンがミクロ石油の水産試験場で研究員と会うことになり、盗聴器を仕込んだしょうこが通訳として付き添い、離れた場所からかすみとあきが監視する。その時かすみに仲間から連絡が入り、目の前にいる男はマクマホンの偽物でESFの幹部・ダレスであることを告げられ、直後にしょうこがダレスの銃弾に倒れる。ダレスは後から現れたESFの部下に、マクマホンに扮してミクロ石油や世界中の機密情報や産業技術を手に入れたと語る。
盗聴で会話を聞いたかすみとあきは、その後純子たちユニショフのメンバーと落ち合い一部始終を伝え偽のマクマホンに騙されていたことを告げる。一方『フリーギャルズ』が国連のスパイであることを知ったダレスは、彼女たちを始末するように傭兵部隊に命じる。しょうこを失った哀しみが癒えないまま、純子たちはESFと命がけの闘いに挑む。

## キャスト
たかつかさ純子
演 - 岡田奈々
ユニショフ極東第三支部のリーダー。ユニショフの活動をする傍ら自身は、表向きは芸者として夜の料亭でお座敷遊びをする客の相手などをしている。剣術が得意。自宅は、高級そうな高層マンションで優雅な一人暮らしをしている。作中では、祖父は終戦処理に奔走した京都のお公家さんと言われている。
えびはらかすみ
演 - 水野真紀
ユニショフのメンバー。冒頭のあきが受けた適性試験では日系3世の女スパイ役のフリをして彼女の能力を調べる。しょうこからは「肉体派」と評されており、剣術と拳銃を用いた戦闘が得意。英語は話せるが、基本的に頭を使うことは苦手とのことでパソコンは扱えない。ミクロ石油の専務から依頼を受けて会社の仕事に関わることになり、今回の事件を追う。
かげやまあき
演 - 森永奈緒美
冒頭でユニショフに配属された新人メンバー。ユニショフのメンバーにしては少々おっちょこちょいな性格。そのキャラとは裏腹に体を使った任務では俊敏な動きと乗り物の操縦が上手く、車の免許はA級ライセンスを取得しており、オートバイも運転できる。英語が堪能で格闘技も得意、マシンガンも扱える。
あきもとしょうこ
演 - 結城めぐみ
パソコンを使ったデータ管理やハッキングらしき行為で情報収集するのが得意。またバイオマスエネルギーについての簡単な知識も持っている。くだけた話し方が特徴でよく喋る女性。明るくサバサバした性格で良くも悪くも切り替えが早い。一見マイペースに見えるが仕事は早い。日常的に派手な色のファッションを好んで着ている。

### ユニショフの他のメンバー
ボタンとチョウチョ
演 - 彩木美来、松本洋子
純子のボディガード。純子が芸者として仕事に行く時も同じく芸者として行動を共にする。芸者の格好をする時に髪に差すかんざしは、人を刺すための武器にも使用できる。またプールで泳ぐ時は大胆な水着姿になるという一面もある。
せきや
演 - 南条弘二
しょうことは対照的に足を運んで様々な調査を行ったり、情報を手に入れるなどの地道な活動をしている。格闘技や銃器の扱いに長けている。またビルとビルの間をロープを使って移動することもできる。
とうざきごろう
演 - 江夏豊
純子のボディガード。純子によると元暴力団幹部とのこと。純子が芸者の仕事をする時は護衛を兼ねて人力車の車夫としてお供する。関節技が得意で力もあり、またチェーンのついた野球ボールぐらいの鉄球がついた武器を使う。

### ESFの関係者
ESFのボス
ESFの組織をまとめる人物。冒頭で英語を話しているが謎の多い人物。左手が機械の義手になっている。作中では素顔は不明で両手しか映っておらず、声も変声処理が施されるという演出が取られている。冷酷非情で仕事に妥協を許さない性格で部下から恐れられている。
オズワルド
演 - ロニー・サンタナ
ドイツ人。ESFのメンバーだが組織に所属してまだ月日が浅い。ESFに入る前から産業スパイをやっており、某国の国務長官暗殺事件や爆破事件などに関わった大物。しょうこによると、この半年間の足取りは国連もつかめておらず情報がないとのこと。
みたらい
演 - 大杉漣
ESFの日本の傭兵部隊のサブリーダー。冒頭で部隊で送迎車を襲いマクマホン誘拐事件を実行する。その後部隊のリーダーを裏切って自身がリーダーとなり、ユニショフのメンバーの命を狙うようになる。

### その他の主な人物
ゲオルギー・マクマホン
演 - トニー・セテラ
バイオマスエネルギーの第一人者。57歳。カリフォルニア大学教授。妻と2人の娘がいる。髪の毛は薄毛だが長いアゴ髭を生やしているのが特徴。バイオマスエネルギーで将来有効活用できるいくつかの実験に成功しており、彼の技術は世界的に評価されている。しかし実態はマクマホンになりすましたESFの幹部で、本名はハリー・ダレスだと発覚する。
雨宮
演 - 長谷川初範
ミクロ石油の社員で開発部所属。エネルギー事業の拡大させるため、マクマホンのバイオマスエネルギーの技術協力を得る交渉を担当。自身が運転する車で空港からマクマホンを送迎中にESFに襲われて自身も怪我を負う。タバコ好きで偶然にも、かすみの父が生前好んで吸っていた銘柄と同じものを吸っている。
竹中
演 - 久遠利三
ミクロ石油の専務。会社のさらなる発展のため、雨宮にマクマホンとの事業協力の交渉を担当させる。『フリーギャルズ』に英語通訳のできる女性の派遣を依頼する。雨宮と仕事の考え方の違いで意見が対立する。
ごとう
演 - 久米明
純子の知人。詳しくは不明だが国際的な活動をしており国連本部にも顔が聞く人物。ESFが日本で怪しい活動をしているとの情報を得て、純子を通じてユニショフに動くよう指示を出す。純子の祖父と生前親しかったらしく、純子からは『ごとうのおじちゃま』と呼ばれ懇意にしている。
ナレーター
演 - 酒井郷博
冒頭でESFやユニショフについての解説の声を担当。
アナウンサーの声
演 - 岸野一彦

## スタッフ
- 監督 - 後藤秀司
- プロデューサー - 前田満州夫、西島孝垣(国際放映)
- 原案 - 所禎
- 脚本 - 高梨安英
- 編集 - 清水邦夫
- 助監督 - 村松弘之
- 撮影 - 森喜弘
- 照明 - 服部耐次
- 美術 - 筒井増男
- 録音 - 渋谷明憲
- 音楽 - 水野良昭
- 製作主任 - 岩堀光樹、太田裕輝
- 企画 - クラリオンソフト
- 製作 - 国際放映
- 製作・著作 - クラリオンソフト

## 作中に出てくる言葉の解説
この項目では架空のものも含めて作中に出てくる用語を説明する。

### UNSIOF(ユニショフ)
国連情報監視団の略称。国連の非公式の下部組織で、産業スパイなどによる国際的な紛争を水面下で未然に防ぐことが主な目的の団体。ユニショフは世界にいくつかのグループが存在するとのことで、日本では極東第三支部という名称で純子たち8人のメンバーが秘密裏に活動している。
ユニショフの所属メンバーは、事前に格闘技や銃器の扱いなどの特殊な訓練、及び英語やパソコンなどの技術を習得したスペシャリストたちによって構成される。それぞれの技術は個人差で得手不得手はあるものの、メンバー全員が敵を殺傷する方法は体得している。
詳しい状況は不明だが所属メンバーのうち数人の女性が普段は『フリーギャルズ』という女性だけの人材派遣会社の社員として働いている。

### ESF(イー・エス・エフ)
経済戦略戦線の略称。あらゆる産業や経済分野を標的に国際経済の利権を搾取しながら急成長している悪の組織。利権を得るためには手段を選ばず略奪、殺人、誘拐、無差別テロなどを行う。作中ではESFの正式なメンバーとは別に、ESFの上層部からの命令で動く日本人の傭兵部隊というものが登場する。

### バイオマスエネルギー
バイオマスエネルギーについて作中では、「バクテリアや植物から新しいエネルギーを作ること。世界が石油に頼りすぎていてアラブ諸国の影響力が強いため、バイオマスエネルギーの開発に各国が熱中している状態」と説明されている。
バイオマスエネルギーの第一人者であるマクマホンは、廃油を原油に戻す実験に成功したり、炭酸ガスを原油に変える微生物・ボツリオコッカスの成長を50倍にする事に成功するなどの実績がある。